# 코리올레이너스

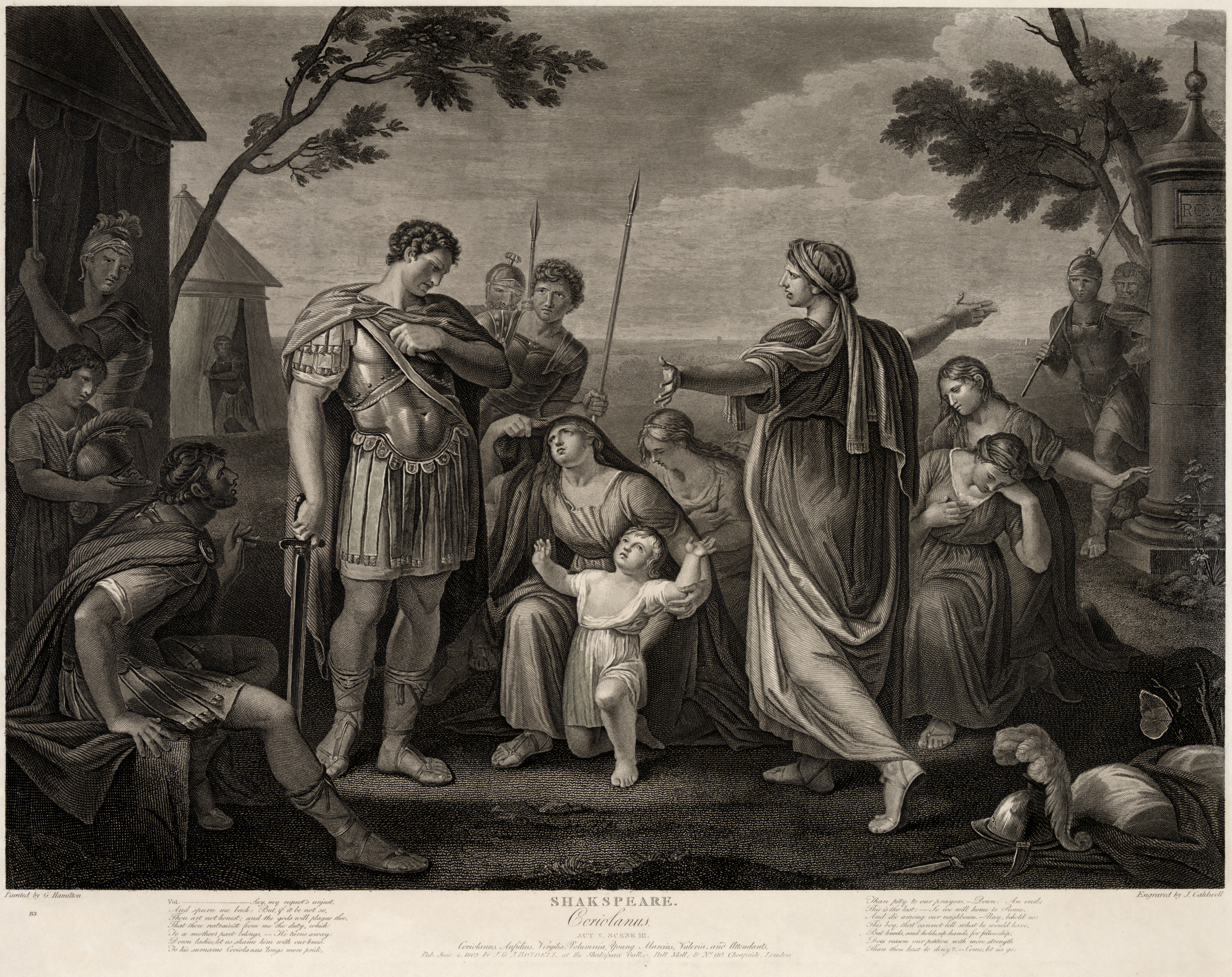
제5막 제3장

《코리올레이너스》(Coriolanus)는 1605년에서 1608년 사이에 쓰여진 윌리엄 셰익스피어의 비극으로, 5막으로 구성된다. 셰익스피어는 플루타르코스의 ≪영웅전≫에 등장하는 로마 장군 ‘가이우스 마르키우스’를 소재로 이 역사극을 썼다. 전략, 전술에 탁월했고 누구보다 용맹했기에 위기의 로마를 구하고 로마 집정관에 선출되었던 전쟁 영웅은 하지만 로마 시민과 호민관에 의해 로마 밖으로 추방당한다.

## 배경
로마 장군 가이우스 마르키우스는 코리올리의 침략 전쟁에서 승리한 뒤 ‘코리올라누스’라는 명칭을 얻는다. 뛰어난 지략과 용기로 전쟁을 승리로 이끈 영웅 ‘코리올라누스’는 로마 최고 직책인 집정관으로 선출되기에 이른다. 하지만 오만한 태도는 곧 로마 시민과 호민관의 반감을 사게 되고, 결국 그는 반역자로 몰려 로마 밖으로 추방된다.
마르키우스는 로마에 대한 복수를 다짐하고 한때 적이었던 볼스키의 아우피디우스와 손잡는다. 마르키우스가 이끄는 볼스키의 군대가 로마로 진격 중이라는 소식이 들려오자 로마는 공포에 사로잡힌다. 마르키우스의 마음을 돌리기 위해 한때 그의 동료였던 로마 귀족들과 로마에 남은 마르키우스의 가족들이 동원된다. 어떤 회유에도 꿈쩍하지 않던 마르키우스는 가족들의 청원에 동요되어 공격을 멈춘다. 한편 그의 득세를 경계하던 아우피디우스의 이간으로 볼스키 의회는 마르키우스에게 반역죄를 묻기에 이른다.
셰익스피어의 역사극이다. 비범한 인물이 오만함 때문에 비극적 운명을 맞이한다는 설정은 그리스비극의 전형을 보여 준다. 민중과 민중 대표인 호민관에 의해 코리올라누스가 탄핵당하는 이야기에서 셰익스피어의 민중관을 확인할 수 있다.